# Reduta
Reduta je utvrda ili fortifikacijski sustav koji se obično sastoji od ograđenog obrambenog grudobrana izvan veće utvrde, a obično je izgrađen od zemlje, iako su neki napravljeni od kamena ili cigle. Svrha mu je zaštita vojnika izvan glavne linije obrane te može predstavljati trajnu strukturu ili žurno konstruiranu privremenu fortifikaciju. Redute su bile sastavnice vojnih strategija većine europskih zemalja tijekom kolonijalnog doba, posebice u isturenim strukturama tvrđava Vaubanova stila koje su postale popularne tijekom 17. stoljeća, iako je koncept reduta postojao još od srednjovjekovnih vremena. Reduta se razlikuje od redana u tome što je redan otvoren straga, dok je reduta u potpunosti ograđena utvrda.
Pojava pokretnog ratovanja u 20. stoljeću općenito je umanjio važnost obrane statičnih položaja i opsadnog ratovanja, iako se borbene baze i vatrene baze u Vijetnamskom ratu, prednje operativne baze u Iračkom ratu i Afganistanu mogu smatrati nasljednicama ovakvog tipa utvrđenog položaja.

## Povijesno važne redute

### Ratovi triju kraljevstva
Tijekom ratova triju kraljevstva redute su se često gradile radi zaštite starijih fortifikacija od učinkovitijeg topništva tog razdoblja. Često su se u blizini antičkih fortifikacija nalazili maleni brežuljci koji su nadgledali obranu, no u prethodnim stoljećima oni su bili previše udaljeni od fortifikacija da predstavljaju prijetnju. Maleno brdo blizu Worcestera koristili su kao artiljerijsku platformu parlamentaristi kada su 1646. godine uspješno zaposjeli Worcester. Godine 1651. neposredno prije bitke kod Worcestera brdo su rojalisti pretvorili u redutu (njeni se ostaci danas mogu vidjeti u Fort Royal Hill Parku). Tijekom bitke kod Worcestera parlamentaristi su osvojili redutu i okrenuli topove prema Worcesteru. Time su obranu grada učinili neodrživom. Ova je akcija učinkovito završila bitku, posljednju u Engleskom građanskom ratu.

### Ostale važne redute
Vidi bitku kod Poltave (1709.), bitku kod Yorktowna (1781.), bitku kod Bunker Hilla (1775.), Linije Torres Vedrasa u Poluotočkom ratu (1809. – 1810.), bitku kod Borodina (1812.), Juriš lake konjice (1854.), Željezničku redutu u bitki kod Vicksburga (1863.), i redutu na Hawthornovom grebenu u Prvom svjetskom ratu (1916.) kao savršene primjere reduta koje su odigrale presudnu ulogu u vojnoj povijesti.

## Više informacija
- Popis utvrđenih vojnih termina

## Vanjske poveznice
- Advance Redoubt  Arhivirana inačica izvorne stranice od 23. travnja 2008. (Wayback Machine), blizu Pensacole, Florida
- Redoubt Traced on an Irregular Hexagon. Grenada, Mississippi